# Alstonia actinophylla
Alstonia actinophylla là một loài thực vật có hoa trong họ La bố ma. Loài này được (A.Cunn.) K.Schum. mô tả khoa học đầu tiên năm 1895.